# قبر اليراعات
قبر اليراعات (باليابانية: (火垂るの墓، هوتارو نو هاكا) و(بالإنجليزية: Grave of the Fireflies)‏ فيلم رسوم متحركة ياباني (أنمي) أنتج عام 1988 من إخراج إيزاو تاكاهاتا فيما قام بتنفيذ الرسوم الكرتونية إستديو جيبلي. قصة الفيلم مأخوذة من رواية بنفس الاسم للكاتب أكايوكي نوساكا التي استندت على أحداث حقيقية عاشها الكاتب زمن الحرب العالمية الثانية ونشرها عام 1967، كاعتذار لأخته حيث يعتبر أن إهماله لها كان السبب الرئيسي في وفاتها.
وقد لاقى الفيلم نجاحا كبيرا وصدى إيجابي لدى النقاد، وقد وصفه الناقد السينمائي روجر إيبرت بأنه من أقوى الأفلام المضادة للحرب تأثيراً. أيضاً قارنه مؤرخ الرسوم المتحركة إيرنست رستر بفيلم قائمة شندلر للمخرج ستيفن سبلبرغ وقال «بأنه أكثر فيلم رسوم متحركة ذو بعد إنساني شاهدته». كما أن تصويت الجمهور وضع الفيلم في المرتبة 56 ضمن قائمة أفضل 250 فيلم.
أنتجت أول التسعينات دبلجة عربية أردنية له بعنوان «سيتا الحنون»، لكن امتد لها مقص الرقابة بكثافة وكانت متدنية الجودة تقنيا، وأثارت الكثير من الجدل، وتعد واحدة من الأعمال القليلة لتاكاهاتا المدبلجة للعربية. وكما قامت الآء للإنتاج الفني أيضا بدبلجة عربية للفيلم تحت عنوان «نارا الصغيرة والطائرات المغيرة».

## اسم الفيلم
اليراعات هي نوع من الخنافس تشع بضوء أخضر أو أصفر، وقد أستخدمها سيتا لإضاءة الملجأ الذي عاش فيه مع أخته سيتسكو. وقد ماتت هذه اليراعات في الصباح التالي وقامت سيتسكو بدفنها وهي تسأل «لماذا على اليراعات أن تموت وهي صغيرة؟». وهكذا يمكن ربط الاسم رمزياً بشخصيات الفيلم حيث ماتوا وهم أطفال وتكون الحرب هي القبر.كما أنه قد تم عمل نسختين مدبلجتين للفيلم الأولى بعنوان «سيتا الحنون» والأخرى نشرت باسم «نارا الصغيرة والطائرات المغيرة» مع بعض التعديل في القصة.

## الشخصيات

### سيتا
فتى عمره 11 سنة، ومع ذهاب والده إلى الحرب أصبح هو المسؤول الآن في العائلة، فهو الذي اهتم بأخته الصغيرة في أثناء الغارات الجوية وأمر أمه بأن تذهب إلى الملجأ، وقام بحماية سيتسكو وحافظ على سلامتها. لقد صدق سيتا بقوة والده وبقوة الجيش الياباني، ولم يتصور أنهم سيخسرون، لقد كان عنيداً وعزيز النفس، فلقد كان عليه أن يتولى دفن أمه بنفسه، وأن يكرس حياته من أجل أخته.

### سيتسكو
عمرها 4 سنوات فقط، في البداية كانت الفتاة بريئة جدا وسعيدة وكانت تبدو فكرتها للحرب بريئة أيضا، وعندما ماتت أمها، بكت كثيرا حتى بدون أن يخبرها أحد بذالك
ذات شعر أسود قصير وتحب أخاها إلى درجة لا تستطيع الابتعاد عنه كما أنها تحب اليراعات بنورها المشرق.

## النسخة الحية للفيلم
تم إنتاج نسخة حية للفيلم في 2005 وقام بتمثيلها نخبة من الممثلين اليابانيين.

## وصلات خارجية
- قبر اليراعات على موقع IMDb (الإنجليزية)
- قبر اليراعات على موقع ميتاكريتيك (الإنجليزية)
- قبر اليراعات على موقع روتن توميتوز (الإنجليزية)
- قبر اليراعات على موقع ألو سيني (الفرنسية)
- قبر اليراعات على موقع أول موفي (الإنجليزية)
- قبر اليراعات على موقع فيلمافينيتي (الإسبانية)
- قبر اليراعات على موقع قاعدة بيانات الأفلام السويدية (السويدية)
- قبر اليراعات على موقع قاعدة بيانات الفيلم (الإنجليزية)
- قبر اليراعات على موقع ليتربوكسد (الإنجليزية)
- قبر اليراعات على موقع كينوبويسك (الروسية)
- صفحة قبر اليراعات في موقع wingsee.com
- صفحة قبر اليراعات في موقع Nausicaa.net
- قبر اليراعات في قائمة روجر إبرت لأفضل الأفلام
- النسخة الحية لفيلم قبر اليراعات
- صفحة قبر اليراعات في موقع The Long Journey